# 貴杉奈央
貴杉 奈央（きすぎ なお、1977年3月7日 - ）は、日本の女性声優、歌手。藤原企画所属。かつてはティアーズ音楽事務所に所属していた。福島県郡山市出身。身長156cm。血液型はO型。

## 経歴・人物
旧名は小島 朋子（こじま ともこ）。PENICILLINのO-JIROがプロデュースして歌手デビューもした。
趣味はラーメン食べ歩き、映画鑑賞（邦画）。特技は歯磨き、指圧、インスタントラーメン作り。

## 出演

### テレビアニメ
1996年
- ハーメルンのバイオリン弾き（トロン・ボーン）

1997年
- アニメがんばれゴエモン（石川ツカサ）
- HAUNTEDじゃんくしょん（みち子）

### 劇場アニメ
- シャム猫 -ファーストミッション-（2001年、ミユキ[2]）※主題歌・挿入歌も担当

### OVA
- Angels of Resistance クルーエル1999～火星の天使（1997年、華原・ケイト・恵）

### ゲーム
- ギャルズパニック（1996年、太田絵里香）
- シルエット☆ストーリィズ（1996年、太田絵里香）
- THE KING OF FIGHTERS '97（1997年、ユキ[1]）
- タクティカルファイター（1997年、白鷲あやか）
- THE KING OF FIGHTERS 京（1998年、ユキ）
- ATHENA -Awakening From the Ordinary Life-（1999年、クリハラマサト）

### ドラマCD
- 浦安鉄筋家族（1996年）
- HAUNTEDじゃんくしょん（1996年、にの君）
- ドラマCD THE KING OF FIGHTERSシリーズ（ユキ）
  - THE KING OF FIGHTERS '97（1997年）
  - THE KING OF FIGHTERS '97 ～激突編～ DRAMA CD（1997年）
  - THE KING OF FIGHTERS '97 ～宿命編～ DRAMA CD（1997年）
  - Snk Characters Sounds Collection Vol.5 KOF'97キャラクターズドラマ SPECIAL EDITION（1997年）
  - SNK Presents NEO･GEO DJ Station Live'98（1998年）
  - ザ･キング･オブ･ファイターズ 京（1998年）
  - ねおちゅぴ BEST TALK Collection（1998年）
  - NEO･GEO DJ Station in ねおちゅぴ（1998年）
  - KOF THE BEST -Selected Characters-（1999年）
- エルフィン・パラダイス（1997年、飯田橋わたる）
- 聖戦記エルナサーガ外伝（1997年、ロスカ）
- ATHENA -Awakening from the ordinary life- ドラマCD（1999年、クリハラマサト）
- Original Drama CD Star Wing ～いつか時の彼方に～（時期不明）

### バラエティ番組
- 声♥遊倶楽部（1995年、レギュラー・Piパーズ[1]）

### ラジオ
- YAOちゃんのラシゴミプレイランド（レギュラー[1]）

## ディスコグラフィ
2009年以降発売のものは、いずれも奈央名義で日本コロムビアにより発売。それ以前にも小島朋子名義でLIPOP RECORDSからもシングルが発売されている。

### シングル
|     | 発売日         | タイトル    | 規格品番   |
| --- | -------------- | ----------- | ---------- |
|     | 1997年1月22日  | Shining Day | BVDR-1145  |
| 1st | 2009年11月18日 | 悲しい約束  | COCA-16299 |
| 2nd | 2012年11月21日 | 決心        | COCA-16671 |